# فهد عوده
فهد عوده (عربی: فهد عودة؛ زادهٔ ۱ ژانویهٔ ۱۹۸۲) یک ورزشکار اهل سوریه است.
از باشگاه‌هایی که در آن بازی کرده‌است می‌توان به باشگاه فوتبال الکرامه سوریه، باشگاه فوتبال الانصار لبنان، و تیم ملی فوتبال سوریه اشاره کرد.
وی همچنین در تیم ملی فوتبال سوریه بازی کرده است.